# Yamaha FZR 750 R

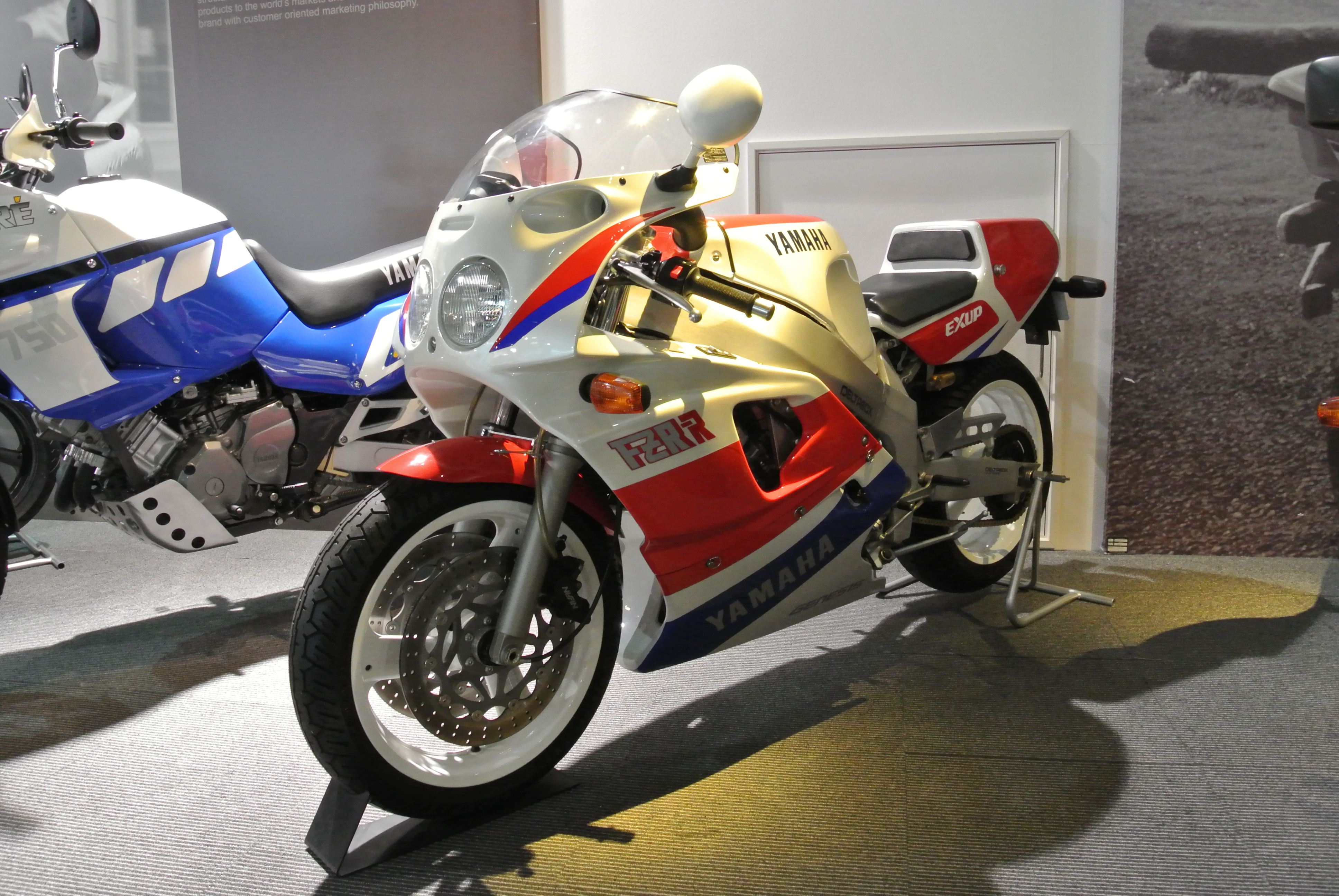
Yamaha FZR 750 R

Die Yamaha FZR 750 R ist ein Supersport-Motorrad des japanischen Fahrzeugherstellers Yamaha Motor. Sie wurde von 1988 bis 1992 hergestellt. 1993 wurde sie von der Yamaha YZF 750 abgelöst.

## Geschichte
Die Yamaha FZR 750 R mit dem werksinternen Kürzel OW 01 kam 1988 als Homologationsmodell für die damals neu geschaffene Superbike-Weltmeisterschaft auf den Markt. Die FZR 750 R wurde nur in limitierter Stückzahl von etwa 2000 Einheiten hergestellt und war nur als Einsitzer verfügbar. Eingesetzt wurde die OW 01 in der Superbike-WM, in der FIM Endurance World Championship, beim 8-Stunden-Rennen von Suzuka und bei Straßenrennen wie der Tourist Trophy auf der Isle of Man. Der Neupreis betrug im Jahr 1988 37.000 DM.

## Technik

### Motor
Der wassergekühlte 749 cm³ große Reihenvierzylindermotor entsprach in seiner Grundkonstruktion dem der Yamaha FZ 750 aus dem Jahr 1985, ist aber in vielen Details weiterentwickelt und mit hochwertigen Rennteilen ausgestattet worden. Wie die Vorgängerin hatte der Motor zwei obenliegende Nockenwellen, die über eine mittig angeordnete Steuerkette angetrieben wurden und 5 Ventile pro Brennraum, 3 Einlass- und 2 Auslassventile. Jedoch bestanden die Pleuel aus Titan. Die Kolben hatten nur zwei Kolbenringe, um die Reibung zu minimieren. Deshalb neigen diese Motoren zu Ölverbrauch. Eine weitere Besonderheit der OW 01 war die elektronisch gesteuerte EXUP-Auslasswalze im Auspuff. Diese sollte für eine homogenere Leistungsentfaltung des Motors sorgen. Die Bezeichnung EXUP bedeutet Exhaust Ultimate Power Valve. Für die Gemischbildung sorgten 4 Flachschiebervergaser von Mikuni mit einem Durchmesser von 38 mm. Die Yamaha OW 01 wurde in Deutschland ausschließlich in der Version mit 100 PS angeboten, hatte in der offenen Version aber 120 PS.

### Fahrwerk
Das Fahrwerk bestand aus einem Aluminium-Brückenrahmen und einer Aluminium-Zweiarmschwinge. Das Vorderrad wurde von einer 43 mm starken Teleskopgabel geführt. Hinten kam ein Zentralfederbein von der schwedischen Firma Öhlins zum Einsatz. Gabel und Federbein waren voll einstellbar in Federbasis, Zug- und Druckstufendämpfung.

## Technische Daten
- Motor

- Bauart: Flüssigkeitsgekühlter Vierzylinder-Viertakt-Motor
- Hubraum: 749 cm³
- Ventilsteuerung: DOHC
- Ventile: 5 pro Zylinder
- Bohrung und Hub: 72 × 46 mm
- Verdichtung: 11,4:1
- Nennleistung: 74 kW / 100 PS bei 11.250/min
- Drehmoment: 66 Nm bei 7750/min
- Vergasertyp: DBST38/4 Mikuni
- Vergaserdurchmesser: 38 mm
- Lichtmaschinenleistung: 440 Watt
- Batterie: 12 V/ 8 Ah
- Anlasser: Elektrostarter
- Kupplung: Mehrscheibenkupplung im Ölbad (hydraulisch betätigt)
- Schmiersystem: Nasssumpfschmierung
- Getriebetyp: 6-Gang
- Gangstufen:

- 1. Gang: 2.462
- 2. Gang: 1.941
- 3. Gang: 1.632
- 4. Gang: 1.435
- 5. Gang: 1.300
- 6. Gang: 1.190

- Primärübersetzung: 1.658
- Sekundärübersetzung: 2.647
- Sekundärantrieb: Kette

- Fahrwerk

- Rahmenbauart: Deltabox-Rahmen aus Aluminium
- Radaufhängung vorne: voll einstellbare Teleskopgabel mit 43 mm Durchmesser
- Radaufhängung hinten: Zwei-Arm-Schwinge mit voll einstellbarem Federbein und externem Ausgleichbehälter
- Federweg vorne: 130 mm
- Federweg hinten: 150 mm
- Radstand: 1445 mm
- Nachlaufwinkel: 24,5 Grad
- Nachlauf: 100 mm
- Bremsen vorne: 2 Scheiben mit 320 mm Durchmesser, Vierkolben-Bremszangen
- Bremsen hinten: 1 Scheibe mit 210 mm Durchmesser, Zweikolben-Bremszange
- Felgen: Aluminiumfelgen vorne und hinten mit 3-Speichen
- Felgenmaß vorne: 3.50 × 17 Zoll
- Felgenmaß hinten: 5.00 × 17 Zoll
- Bereifung vorne: 120/70 ZR 17
- Bereifung hinten: 170/60 ZR 17
- Reifendruck vorne: 2,5 bar
- Reifendruck hinten: 2,9 bar

- Abmessungen und Gewichte

- Länge: 2100 mm
- Breite: 670 mm
- Höhe: 1135 mm
- Sitzhöhe: 758 mm
- Sitzbanklänge: 300 mm
- Leergewicht: 210 kg
- zulässiges Gesamtgewicht: 310 kg
- Tankinhalt: 19 Liter
- davon Reserve: 4 Liter
- Höchstgeschwindigkeit: über 200 km/h